# تمكين (علم نفس)
في العلاج النفسي والصحة النفسية، فإن للتمكين معنى إيجابي وهو تمكين الأفراد، أو معنى سلبي بتشجيع السلوك المضطرب.

## المعنى الإيجابي
كمصطلح إيجابي، فإن «التمكين» مماثل لمصطلح التمكين "Empowerment"، ويصف المصطلح أنماط التفاعل التي تمكن الأفراد من التطور والنمو. وقد تكون هذه الأنماط على أي مستوى، على سبيل المثال داخل الأسرة، أو ضمن مجتمع أوسع بوصفها «قوانين تنفيذية» صُممت لـتمكين مجموعة ما، أو إنشاء سلطة جديدة لهيئة (عادة ما تكون حكومية).

## المعنى السلبي
كمعنى سلبي، فإن مصطلح «تمكين» قد يصف أساليب السلوك المضطرب التي تهدف إلى المساعدة في حل مشكلة معينة لكنها في الواقع قد تؤدي إلى تفاقم المشكلة. أحد المواضيع المشتركة في هذا المعنى الضيق هو أن الأطراف الثالثة هي من تتحمل المسؤولية أو اللوم، أو تقدم تنازلات للشخص ذو السلوك الضار (وغالبا ما تكون بنية حسنة، أو بسبب الخوف أو انعدام الأمن الذي قد يعوق العمل). والنتيجة العملية لذلك هو أن الشخص نفسه أو نفسها لا يتعين عليه أن يفعل ذلك، لأنه سيكون محمياً من إداركه الذاتي للضرر الذي قد يسببه، وحاجته إلى التغيير أو الضغط عليه.

### مثل الاتكالية
الاتكالية هي نوع من العلاقات المضطربة وهي أن يقوم شخص ما بدعم أو تمكين أو مساعدة شخص آخر على إدمان المخدرات، إدمان الكحول، إدمان القمار، تدني الصحة العقلية، والنضج النفسي، وانعدام الإحساس بالمسؤولية أو ضعف الإنجاز.

### سكير/مدمن الكحول
ويمكن ملاحظة التمكين في العلاقة بين سكير/مدمن الكحول وزوج ضعيف أو أحد الوالدين. قد يحاول الزوج حماية المدمن من الآثار السلبية لسلوكهم مثل طلب إجازة مرضية لهم من العمل عندما يعانون من آثار الشراب أو يناولونه، فإنهم يقومون بتقديم الأعذار التي تمنع الآخرين من مساءلتهم، وبشكل عام غالباً ما يقومون بترتيب الفوضى التي يخلفها وراءه وذلك بسبب قلة حكمتهم. في الواقع، أن ما يفعله الزوج قد يؤذي، لا يساعد. ويمكن أن يؤدي التمكين إلى تعطل النمو النفسي للشخص الذي يمكن تمكينه، ويمكن أن يسهم في ظهور أعراض سلبية في العامل التمكيني. كتب المعالج دارلين لانسر، أن «التوقف عن التمكين ليس بأمر هين. ولا لضعاف القلوب. بغض النظر عن احتمال الانتكاس والانتقام، قد تخشى أيضاً عواقب عدم القيام بأي شيء. على سبيل المثال، قد تخشى أن يفقد زوجك [المدمن] وظيفته... قد تكون خائفاً من أن يصاب المدمن بحادث سيارة أو ما هو أسوأ فقد يموت أو ينتحر» يمكن للوالد أن يسمح للابن المدمن بالعيش في المنزل دون مساعدة في الأعمال المنزلية، وأن يكون أداة يتلاعب بها الابن من خلال تقديمه للأعذار، التأثير العاطفي، وتهديداته بإيذاء نفسه.

### النرجسيون والمعتدون
في حالة النرجسيين أو المعتدين، تختلف عوامل التمكين مع القرود الطائرة (المعتدين بالوكالة). تسمح عوامل التمكين أو تغطي على سلوك الشخص النرجسي أو المعتدي حيث أن القرود الطائرة في الواقع هم أشخاص يرتكبون سلوكاً سيئاً لصالح طرف ثالث ونيابة عنه.
الاعتداء العاطفي هو طريقة لـغسل الدماغ حيث يمكن للشخص بمرور الوقت أن يتحول إلى عامل مساعد. حيث أن النرجسي غالباً ما يلعب دور الضحية، فمن الشائع جداً أن يعتقد المجني عليه بأنه هو المسؤول عن الإساءة وبالتالي عليه أن يتكيف ويتواءم معها.
وفيما يلي أمثلة للتمكين في سياق تعسفي:
- اختلاق الأعذار خوفاً من إثارة غضب شخص آخر.
- تنظيف فوضى شخص آخر.
- إخفاء تصرفات المسيئ المضطربة عن الأنظار.
- استيعاب العواقب السلبية للخيارات السيئة لشخص آخر.
- دفع ديون شخص آخر.
- يرفض مواجهة أو حماية نفسه عندما يتعرض للاعتداء الجسدي أو العاطفي أو اللفظي.
- وقائع المسيئ / نسخة الواقع إلى طرف ثالث دون التماس أدلة.
- إعادة الإيذاء لضحايا المسيئ الآخرين بسلوك نرجسي النوع مثل الجراح، الإنكار، أو كبش فداء.
- التثليث (لعب الدور في مثلث إساءة المعاملة إما ضحية أو حامية، ولكن لا يرون أنفسهم كجناة).
- حفظ الأسرار للنرجسي مثل العلاقات، الأطفال خارج الزواج، إدمان الكحول، القمار، سفاح المحارم.
- إسقاط / نقل العار الخاص بهم (العار المسقط عليهم من قبل النرجسية) إلى أطراف ثالثة.
- التخلي عن المعرفة بأموالهم ليعتني بها النرجسي (في كثير من الأحيان مما يؤدي إلى ديون كبيرة).

## انظر أيضًَا
- الحدود الشخصية
- التملق